# 鎌倉湘南チェック
鎌倉湘南チェック（かまくらしょうなんチェック）とは、デジタルチェック（現・メタップスペイメント）が神奈川県鎌倉市・湘南地区で導入していた地域密着型電子マネー。

## 概要
2006年に磁気カード式の電子マネーとして実験的にサービス開始。同年度の実験運用では磁気カードのセキュリティ対策としてデジタルチェックが金銭データなどを一元管理するシステムをとったため、通信回線を設置店舗に整備しなければならず、コストがかさんだ。そこで2007年7月7日からはFeliCa搭載のICカードに変更、おサイフケータイにも対応したが、2008年1月6日の実験終了をもってサービス終了となった。
鎌倉市の海の家や周辺の店舗など約150店で利用できた。デジタルチェックは湘南鎌倉チェックの実験を通して、将来的な地域密着型電子マネーの売り込み、商店街のポイントプログラムやマイレージサービスとの連携を模索していた。